# Вулиця Георгія Кірпи (Київ)
Ву́лиця Гео́ргія Кі́рпи — вулиця в Солом'янському районі міста Києва, місцевості Солом'янка, Залізнична колонія. Пролягає від вулиці Митрополита Василя Липківського до вулиці Івана Огієнка.
Прилучаються вулиці Патріарха Мстислава Скрипника і Січеславська.

## Історія
Виникла на початку XX століття під назвою 1-ша Лінія. У 1955 році набула назву Петрозаводська. Сучасна назва на честь українського політичного діяча Георгія Кірпи — з 2009 року.
У 1980-х роках вулицю було переплановано із знесенням майже усієї старої забудови.

## Зображення

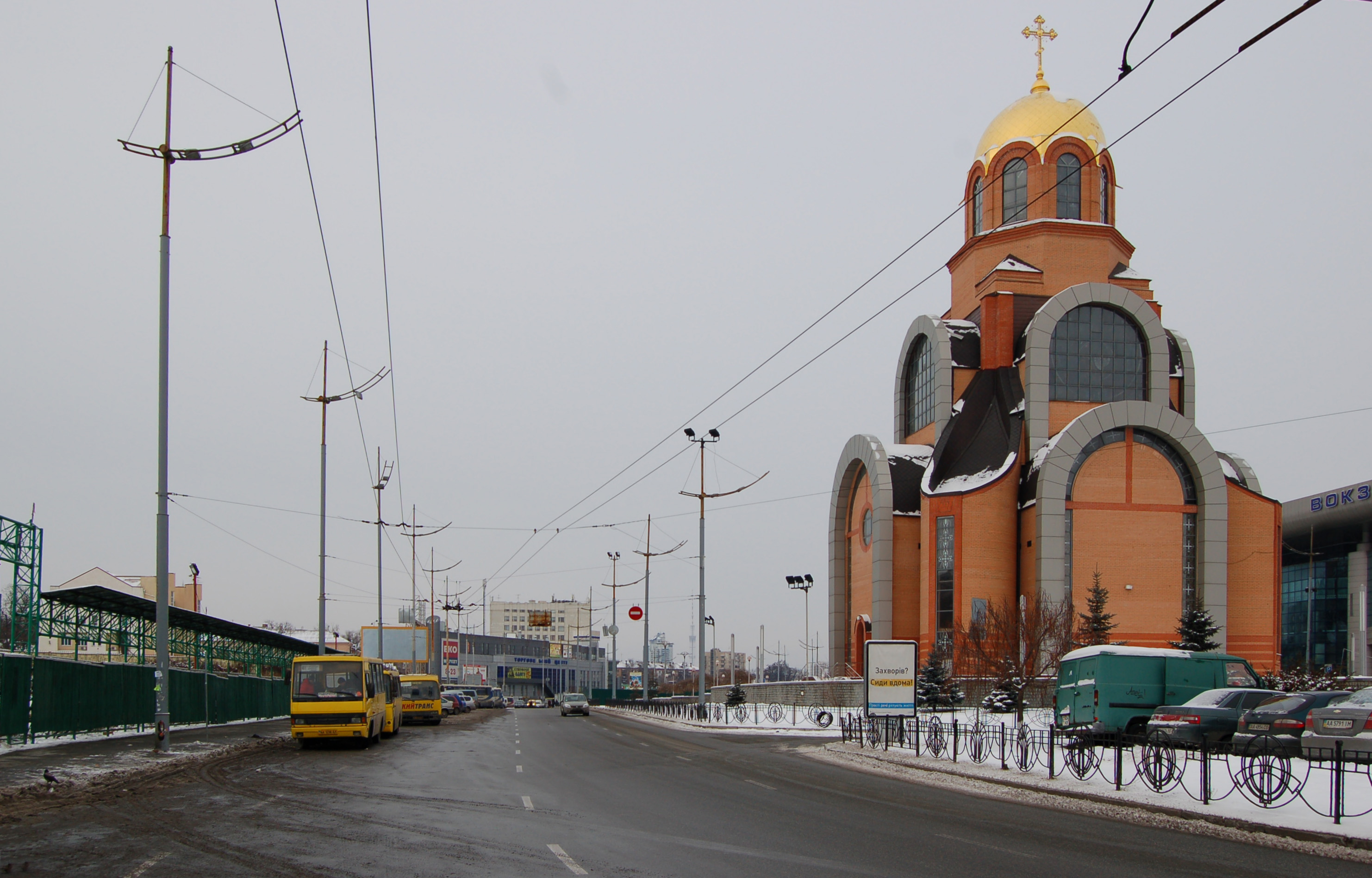
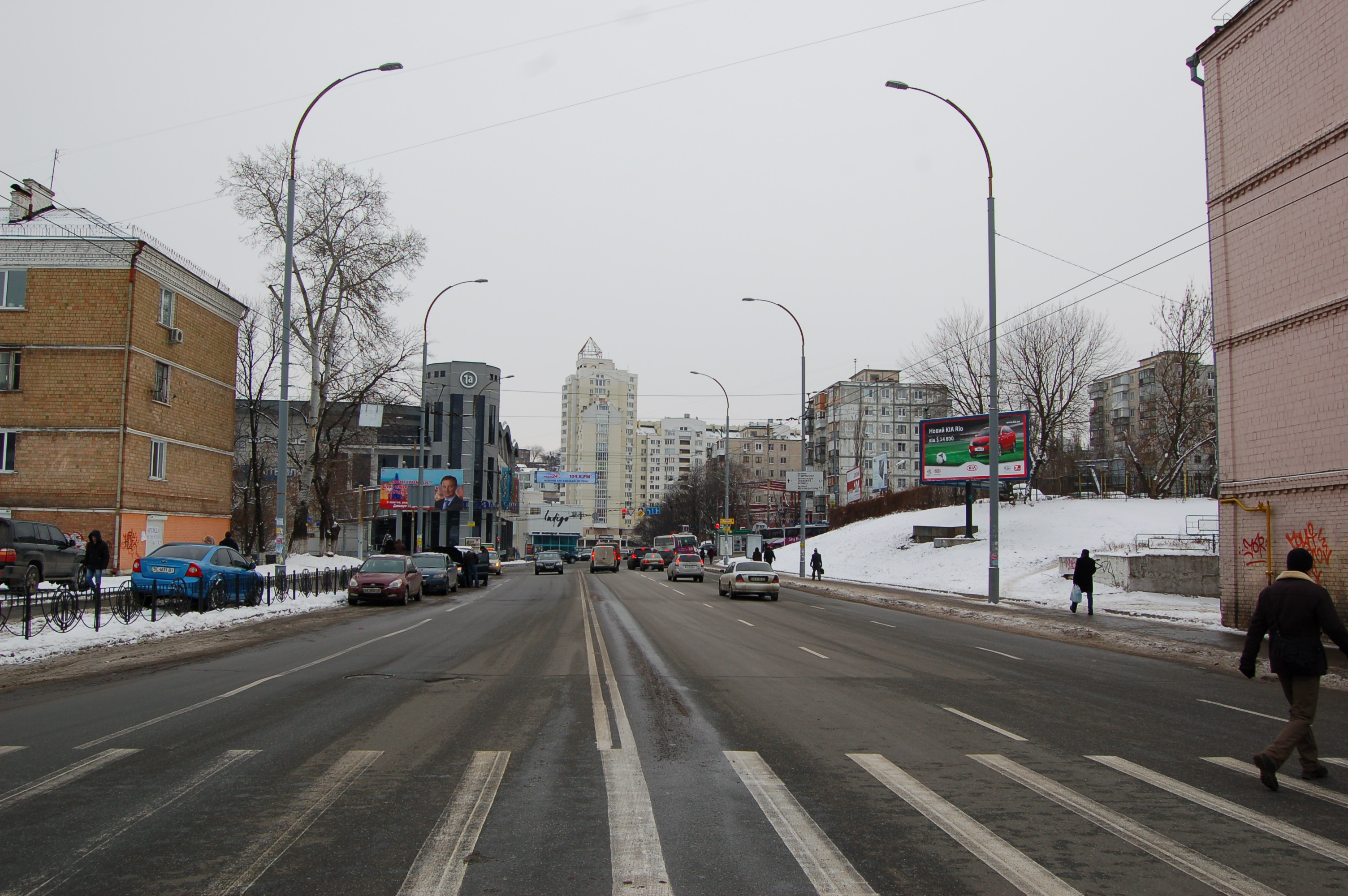